# U20-EM i beachvolley (herrar)
U20-EM i beachvolley är en årlig tävling i beachvolley för herrar som är max 20 år gamla. Tävlingen organiseras av Confédération Européenne de Volleyball (CEV). Tävlingen har hållits sedan 1999, första året var dock åldersgränsen 19 år.

## Resultat per år
| U20-EM i beachvolley | U20-EM i beachvolley | U20-EM i beachvolley                          | U20-EM i beachvolley                                  | U20-EM i beachvolley                             | U20-EM i beachvolley                                 |
| -------------------- | -------------------- | --------------------------------------------- | ----------------------------------------------------- | ------------------------------------------------ | ---------------------------------------------------- |
| Upplaga              | Säte                 | Guld                                          | Silver                                                | Brons                                            | Fyra                                                 |
| U19-EM               |                      |                                               |                                                       |                                                  |                                                      |
| 1999                 | Finestrat            | Ryssland Alexei Taratin Dmitri Barsouk        | Tyskland David Klemperer Niklas Rademacher            | Tyskland Niclas Hildebrand Igor Wiederschein     | Frankrike Sébastien Baumgartner Kevin Ces            |
| U20-EM               |                      |                                               |                                                       |                                                  |                                                      |
| 2000                 | Nürnberg             | Tyskland Matthias Karger Maarten Lammens      | Nederländerna Richard Rademaker Roland Rademaker      | Tyskland Julius Brink Niklas Rademacher          | Ryssland Anton Kulikovsky Alexei Verbov              |
| 2001                 | Genomfördes inte     | Genomfördes inte                              | Genomfördes inte                                      | Genomfördes inte                                 | Genomfördes inte                                     |
| 2002                 | Basel                | Tjeckien Pavel Kolar Pavel Rotrekl            | Tyskland Florian Huth Christoph Tacke                 | Tyskland Daniel Krug Mischa Urbatzka             | Tjeckien Martin Klapal Petr Nezdaril                 |
| 2003                 | Salzburg             | Lettland Janis Peda Toms Smedins              | Spanien Miguel de Amo German Lopez                    | Polen Lukasz Jurkojc Pawel Nalikowski            | Frankrike Gregoire Capitaine Alexandre Maison        |
| 2004                 | Koper                | Lettland Mārtiņš Pļaviņš Aleksandrs Samoilovs | Tyskland Tom Götz Stefan Uhmann                       | Polen Michal Lach Kamil Lyczko                   | Grekland Andreas Gortsianiouk Thodoris Papadimitriou |
| 2005                 | Tel Aviv             | Lettland Janis Smedins Toms Smedins           | Polen Grzegorz Fijałek Krzysztof Orman                | Tyskland Sebastian Fuchs Thomas Kaczmarek        | Spanien Adrián Gavira Francisco Alfredo Marco        |
| 2006                 | Ankaran              | Tyskland Jonathan Erdmann Stefan Windscheif   | Polen Grzegorz Fijałek Krzysztof Orman                | Nederländerna Marco Daalmeijer Tim Oude Elferink | Slovenien Tine Urnaut Nejc Zemljak                   |
| 2007                 | Scheveningen         | Polen Michał Kądzioła Jakub Szałankiewicz     | Frankrike Julien Lyneel Brice Thesee                  | Italien Francesco Giontella Paolo Nicolai        | Tjeckien Filip Habr Milan Monik                      |
| 2008                 | San Salvo            | Polen Michał Kądzioła Jakub Szałankiewicz     | Nederländerna Alexander Brouwer Christiaan Varenhorst | Ryssland Sergey Kostyukhin Alexey Pastukhov      | Frankrike Oscar Dupouy Vincent Lacombe               |
| 2009                 | Kos                  | Polen Marek Leznicki Damian Wojtasik          | Ukraina Sergiy Popov Valeriy Samoday                  | Spanien Víctor Bouza Jesus Castizo               | Belarus Aliaksandr Dziadkou Yauhen Vishneuski        |
| 2010                 | Catania              | Polen Piotr Kantor Bartosz Łosiak             | Danmark Oliver Kaszas Sebastian Kaszas                | Ukraina Sergiy Popov Valeriy Samoday             | Ryssland Andrey Bolgov Ruslan Bykanov                |
| 2011                 | Tel Aviv             | Polen Piotr Kantor Bartosz Łosiak             | Lettland Abolins Armands Haralds Regza                | Tyskland Lorenz Schumann Dominik Stork           | Norge Jonas Kvalen Lars Fredrik Tvinde               |
| 2012                 | Hartberg             | Österrike Lorenz Petutschnig Tobias Winter    | Polen Michał Bryl Sebastian Kaczmarek                 | Polen Maciej Kosiak Maciej Rudol                 | Schweiz Benjamin Lerch Dennis Lerch                  |
| 2013                 | Vilnius              | Polen Piotr Kantor Bartosz Łosiak             | Norge Lars Fredrik Tvinde Hendrik Nikolai Mol         | Polen Maciej Kosiak Maciej Rudol                 | Tyskland Bennet Poniewaz David Poniewaz              |
| 2014                 | Cesenatico           | Tyskland Niklas Rudolf Clemens Wickler        | Ryssland Ilya Leshukov Aleksander Margiev             | Litauen Lukas Kazdailis Arnas Rumsevicius        | Italien Riccardo Mazzon Felice Sette                 |
| 2015                 | Larnaka              | Norge Mathias Berntsen Anders Mol             | Frankrike Arnaud Gauthier-Rat Arnaud Loiseau          | Ukraina Oleh Plotnytskyi Illia Kovalov           | Finland Miro Maattanen Santeri Siren                 |
| 2016                 | Antalya              | Norge Anders Mol Christian Sørum              | Ryssland Vasilii Ivanov Aleksandr Kramarenko          | Schweiz Florian Breer Yves Haussener             | Lettland Atvars Ozolins Kristaps Smits               |
| 2017                 | Vulcano              | Ryssland Sergey Gorbenko Vasilii Ivanov       | Schweiz Florian Breer Yves Haussener                  | Frankrike Theo Faure Timothee Platre             | Nederländerna Mees Blom Yorick de Groot              |
| 2018                 | Anapa                | Ryssland Denis Shekunov Dmitrii Veretiuk      | Frankrike Paul Nicole Timothee Platre                 | Ryssland Alexei Gusev Pavel Shustrov             | Italien Paolo Cappio Jakob Windisch                  |
| 2019                 | Göteborg             | Nederländerna Yorick de Groot Matthew Immers  | Tyskland Benedikt Sagstetter Rudy Schneider           | Sverige Joel Andersson Alfred Brink              | Cypern Odysseas Savvides Sotiris Siapanis            |
| 2020                 | Brno                 | Sverige David Åhman Jonatan Hellvig           | Tyskland Momme Lorenz Lukas Pfretzschner              | Italien Gianluca Dal Corso Marco Viscovich       | Cypern Odysseas Savvides Sotiris Siapanis            |
| 2021                 | Izmir                | Slovenien Rok Bracko Rok Mozic                | Norge Markus Mol Jo Gladsoy Sunde                     | Italien Filippo Fusco Theo Hanni                 | Ungern Marcell Mikulass Vilmos Szabo                 |
| 2022                 | Izmir                | Österrike Tim Berger Timo Hammarberg          | Frankrike Arthur Canet Teo Rotar                      | Tyskland Momme Lorenz Hennes Nissen              | Tjeckien Vaclav Kurka Krystof Oliva                  |